# داستان‌های افسون‌شده پرنسس دیزنی: رؤیاهای خود را دنبال کنید
داستان‌های افسون‌شده پرنسس دیزنی: رویاهای خود را دنبال کنید (به انگلیسی: Disney Princess Enchanted Tales: Follow Your Dreams) یک فیلم ویدئویی پویانمایی موزیکال آمریکایی محصول سال ۲۰۰۷ است که توسط والت دیزنی پیکچرز و دیزنی‌تون استودیوز ساخته شده‌است. این اولین فیلم از سری فیلم‌های برنامه‌ریزی شده داستان‌های افسون‌شده پرنسس دیزنی بود که هر کدام داستان‌های جدیدی در مورد پرنسس‌های دیزنی دارند. این فیلم در ۴ سپتامبر ۲۰۰۷ توسط سرگرمی خانگی والت دیزنی منتشر شد.
این فیلم داستان‌های جدیدی در مورد پرنسس آورورا از زیبای خفته (۱۹۵۹) و پرنسس جاسمین از علاءالدین (۱۹۹۲) ارائه می‌کند.

## تولید
این فیلم در ابتدا قرار بود اولین فیلم از مجموعه‌ای از اسپین‌آف‌ها باشد که در آن «داستان‌های کوتاه دربارهٔ پرنسس‌های مختلف از دیزنی بر اساس برخی همپوشانی‌های موضوعی جفت می‌شدند». در ابتدا، اولین فیلم این مجموعه، قرار بود پادشاهی مهربانی نام داشته باشد و داستانی کاملاً متفاوت از آورورا و همچنین داستانی در مورد بل از دیو و دلبر به جای یاسمین داشته باشد. تریلرهایی برای این قسمت در دی وی دی‌های مختلف دیزنی منتشر شد، اما فیلم هرگز منتشر نشد. دومین فیلم از این مجموعه که در پیش نمایش‌های دی وی دی‌های مختلف مربوط به پرنسس دیزنی به سادگی به عنوان داستان‌های افسون شده پرنسس دیزنی شناخته می‌شود، در ابتدا برای اکران در سال ۲۰۰۸ برنامه‌ریزی شده بود. قرار بود یک داستان جدید سیندرلا و همچنین یک داستان جدید مولان داشته باشد، اما این نیز به دلیل فروش ضعیف رویاهای خود را دنبال کنید هرگز منتشر نشد.
آنتاگونی و اکستازی یک وبلاگ هوادارن، حدس می‌زند که این یک پروژه خاص کاتالیزوری بود برای اینکه جان لستر، مدیر خلاق جدید پروژه‌های پویانمایی دیزنی، تمام پروژه‌های دنباله‌ای استودیوی دیزنی‌تون را که هنوز به مرحله تولید نرسیده بودند، تعطیل و متوقف کند.

## جوایز
| سال  | نامزدها                           | جایزه                                  | نتیجه    | منبع        |
| ---- | --------------------------------- | -------------------------------------- | -------- | ----------- |
| ۲۰۰۸ | امی پاورز، راس دی سالوو و جف دانا | جایزه آنی برای موسیقی در یک تولید بلند | نامزدشده | [ ۲ ] [ ۳ ] |